# Бунт вісімнадцяти
Бунт вісімнадцяти (порт. Revolta dos 18), також відомий як Повстання в Копакабане й Перший заколот лейтенантів — перший крупний виступ тенентистів у гарнізоні форту Копакабана в Ріо-де-Жанейро, що відбувся 5 липня 1922 року.

## Передісторія

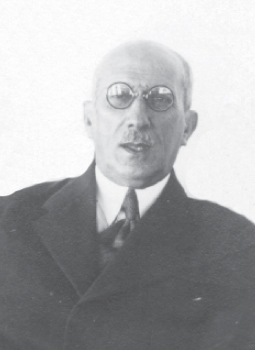
Артур Бернардіс

У червні 1921 року в Бразилії почалась передвиборна президентська кампанія. Головними претендентами на пост глави держави були Артур Бернардіс — урядовий кандидат, губернатор штату Мінас-Жерайс і Нілу Песанья — кандидат від опозиційного руху «Республіканська протидія», сенатор від Ріо-де-Жанейро, який уже був президентом Бразилії у 1909–1910 роках. Між ними розгорнулась гостра конкуренція.
У розпал кампанії в ліберальній газеті «Correio da Manhã» були опубліковані листи за підписом Артура Бернардіса, які містили серйозні образи на адресу бразильської армії та особисто маршала Ермеса да Фонсеки. Зокрема, прибічники маршала були названі «заколотниками», «злидарями, які потребують спонукання», «продажними офіцерами, які купуються з усіма своїми нашивками й галунами», а сам Фонсека характеризувався як «нестриманий сержант». Ці листи спричинили обурення в широких армійських колах.
Незважаючи на те, що Бернардіс категорично заперечував авторство цих листів, 12 жовтня військовиками було ухвалено «Маніфест до нації», в якому було оголошено, що армія не визнає Бернардіса президентом Бразилії у разі його перемоги на виборах. Саме так і сталось: на виборах, що відбулись 1 березня 1922 року, Бернардіс із невеликим відривом обійшов Песанью (59,5 % голосів проти 40,5 %), після чого Рада військовиків, відмовившись визнати результати виборів, зажадала створити трибунал честі для перерахунку голосів.

## Підготовка до повстання
Поштовхом до початку повстання послугував інцидент, пов'язаний з виборами губернатора штату Пернамбуку, коли президент Бразилії Епітасіу Пессоа здійснив спробу використати федеральні війська, що перебували в штаті, для забезпечення перемоги свого ставленика. Довідавшись про це, маршал Фонсека, як голова Ради військовиків, надіслав командвачу військовим округом у Ресіфі (столиці Пернамбуку) телеграму із закликом не підкорятись наказу президента і не втручатись до політичних інтриг. У відповідь на це Пессоа наказав заарештувати Фонсеку й закрити Раду військовиків на шість місяців. У зв'язку з цим у гарнізонах штатів Ріо-де-Жанейро, Алагоас, Мараньян, Санта-Катаріна й Сеара почались заворушення.
Однак уряд був готовий до придушення повстання. Ще у грудні 1921 в армії була створена таємна агентурна служба, яка стежила за настроями у військах. Деякі військові частини, розміщені у Ріо-де-Жанейро, були приведені у бойову готовність. Залізничні станції почали охоронятись патрулями й кавалерійськими пікетами.

## Перебіг повстання

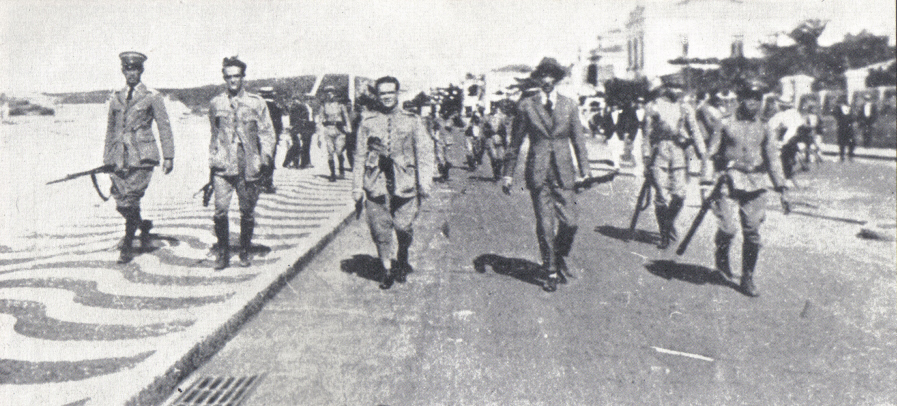
Керівники повстання

5 липня 1922 року, о першій годині ночі, чотири потужних постріли з гармат форту Копакабана сповістили про початок військового повстання. Повсталий гарнізон підтримали 600 кадетів Військового училища. Кадети на чолі з полковником Жав'єром ді Бріту вирушили до залізничної станції Віла-Мілітар, щоб об'єднатись із військами, що перебували там, а потім вирушити до президентського палацу, щоб усунути від влади президента Пессоа. Однак увечері попереднього дня ця станція була зайнята військами, відданими урядові, а всі офіцери-змовники були заарештовані. На підході до станції кадетів зустрів вогонь, та після чотиригодинного бою з переважними силами противника кадетам довелось відступити до будівлі Військового училища, де їх було роззброєно.
Тим часом повсталі офіцери гарнізону Копакабани весь день обстрілювали головні військові об'єкти Ріо-де-Жанейро: Генеральний штаб, морський арсенал, морський батальйон. У відповідь влада здійснила інтенсивний артилерійський обстріл фортеці, оточила прилеглі до неї райони, сформувала загін для його атаки й припинила постачання Копакабани водою та електроенергією.
На світанку наступного дня більшість солдат і офіцерів залишила Копакабану, в якій з 301 чоловіка залишилось тільки 29 бійців. Крейсери «Сан-Паулу» і «Мінас-Жерайс» обстріляли форт, гідроплани здійснили його бомбардування. Уряд зажадав безумовної капітуляції гарнізону, однак тільки один з повстанців вирішив здатись владі. Решта 28 чоловік, на чолі яких встав лейтенант Антоніу ді Сікейра Кампус, відкинули пропозицію про здачу фортеці. Ними було прийнято рішення вийти з форту й у відкритому бою зустрітись із супротивником.
Приблизно о другій годині дня повстанці вийшли з фортеці зі зброєю в руках на розташований поблизу пляж. Дорогою 10 чоловік залишили повстанців, і їх залишилось тільки 18. Пройшовши кілька кілометрів уздовж берега, повстанці стикнулись із урядовими частинами. Лейтенант, який керував останніми, заговорив з повстанцями, намагаючись довести безглуздість їхньої боротьби. У відповідь Сікейра Кампус вигукнув: «Ми не належимо до цієї армії!» Після цього зав'язався бій, під час якого загинули майже всі повстанці. В живих залишилось тільки кілька важкопоранених, в тому числі й Кампус.

## Підтримка повстання
Повстання в Ріо-де-Жанейро було підтримано тільки одним виступом: повстав гарнізон штату Мату-Гросу, на чолі якого стояв генерал Клодоалду да Фонсека, який був двоюрідним братом маршала Ермеса да Фонсеки. Повсталі частини зосередились на кордоні штату Сан-Паулу й були готові вступити на його територію, але, довідавшись про придушення виступу в Ріо-де-Жанейро і про те, що на решті території Бразилії повстання так і не почалось, повернулись на свої місця.